# Dorothy Dell
Dorothy Dell (eg. Dorothy Goff), född 30 januari 1915 i Hattiesburg, Mississippi, USA, död 8 juni 1934; amerikansk skådespelare.
Som 15-åring blev hon såväl Miss America som Miss Universum, vilket ledde till en karriär i radio och varieté. Hon medverkade som sångerska i Ziegfeld Follies 1931. Hon tecknade filmkontrakt med Paramount och spelade in tre filmer innan hon omkom i en bilolycka 1934.

## Filmografi
- Wharf Angel (1934)
- Lilla solstrålen (1934)
- Shoot the Works (1934)